# Clypeaster prostratus
Clypeaster prostratus är en sjöborreart som beskrevs av Henry William Ravenel 1848. Clypeaster prostratus ingår i släktet Clypeaster och familjen Clypeasteridae. Inga underarter finns listade i Catalogue of Life.